# 聖托馬斯 (明尼蘇達州)
聖托馬斯（英語：St. Thomas）是位於美國明尼蘇達州勒蘇爾縣德瑞納內鎮區的一個非建制地區。

## 地理
聖托馬斯所處的海拔為高於海平面306米（即1004英呎），而該地所採用的時區為UTC-6，即北美中部時區（CST）。同時該地設有夏令時間，為UTC-6調快一小時，即UTC-5（CDT）。